# Lavau-sur-Loire
Lavau-sur-Loire är en kommun i departementet Loire-Atlantique i regionen Pays de la Loire i nordvästra Frankrike. Kommunen ligger i kantonen Savenay som tillhör arrondissementet Saint-Nazaire. År 2022 hade Lavau-sur-Loire 769 invånare.

## Befolkningsutveckling
Antalet invånare i kommunen Lavau-sur-Loire
| Referens: INSEE |